# Bahía Otway
La Bahía Otway está situada en la costa sur de la isla Desolación en el sector de las islas del NO del archipiélago de la Tierra del Fuego en la región austral de Chile. 
Administrativamente pertenece a la comuna de Punta Arenas, provincia de Magallanes de la Región de Magallanes y la Antártica Chilena.
Desde hace aproximadamente 6000 años sus costas fueron habitadas por el pueblo kawésqar. A comienzos del siglo XXI este pueblo había sido prácticamente extinguido por la acción del hombre blanco.

## Ubicación
Sector de las islas del Noroeste
Se encuentra en el sector de las islas del NO del archipiélago de Tierra del Fuego sobre la costa sur de la isla Desolación y desde el punto de vista orográfico en el sector de la zona cordillerana o insular. 
Por el oriente de la isla Recalada y entre esta y las islas Beauclerk y las islas Rice Trevor se forma la gran extensión de mar llamada bahía Otway. El islote Green ubicado a 5,3 nmi al ESE del cabo Scketky de la isla Recalada marca la entrada oceánica de la bahía.
En el lado NE la bahía se interna en la isla Desolación el estero Mana y en su parte oriental se encuentran sucesivamente de norte a sur las islas Sara, Childs y Evans las que están entre 17 y 12 nmi al oriente del cabo Schetky. La isla Sara que se identifica por tres cumbres que se elevan 165 metros de altura, es una buena marca para tomar el canal Abra desde el occidente.
Esta bahía se comunica con el estrecho de Magallanes por intermedio del seno Dynevor y el canal Abra.

## Características geográficas
Reina casi permanentemente el mal tiempo, lluvia copiosa, cielo nublado. Clima marítimo con temperatura pareja durante todo el año. El viento predominante es del oeste.
Hay bayas silvestres y un tipo de alga marina. Abundan los gansos y patos silvestres. En su costa se obtienen choros, lapas y erizos. Llegan a la caleta lobos de mar, nutrias, delfines y ballenas.

## Historia
Cuarta Etapa - trabajos del Beagle
Canales fueguinos - Historia
Sus costas fueron recorridas por los kawésqar desde hace más de 6000 años hasta mediados del siglo XX. A comienzos del siglo XXI este pueblo había sido prácticamente extinguido por la acción del hombre blanco.
A fines del siglo XVIII, a partir del año 1788 comenzaron a llegar a la zona los balleneros, los loberos y cazadores de focas ingleses y estadounidenses y finalmente los chilotes.
Las siguientes expediciones efectuaron trabajos hidrográficos en el sector de bahía Otway:
- 1774 - James Cook en diciembre, recorrió y levantó sectores de la costa oceánica del archipiélago de  Tierra del Fuego desde el cabo Deseado hasta el cabo de Hornos. HMS Resolution . Segundo viaje. Expedición inglesa.
- 1829 - Robert Fitz Roy en el primer viaje del HMS Beagle. Expedición inglesa.

El comandante Robert Fitz Roy con el HMS Beagle estuvo trabajando en este sector desde 19 de diciembre de 1829 hasta el 28 del mismo mes.